# Breve Historia de Chile (2018)
Breve Historia de Chile: De la última glaciación a la última revolución es una obra por el escritor y periodista chileno Alfredo Sepúlveda, publicado el 1 de abril de 2018 mediante la editorial Sudamericana. Este libro constituye una cronología de todos los hitos más importantes ocurridos durante toda la historia de Chile hasta la Movilización estudiantil de 2011.
Es una obra que retrata a los conquistadores, presidentes, guerras, luchas sociales y políticas para radiografiar un país sacudido por sus personajes y sucesos; además de contener información pocas veces tocada por la historia tales como la experiencia de minorías, economía y logística.

## Estructura
El libro contiene 26 capítulos. Cada uno con un título diferente, haciendo referencia a la época de la historia de Chile de la cual trata el capítulo, empezando desde la más antigua hasta la más reciente. Organizada de la siguiente manera:
1. Volcanes, Animales y Humanos: 64.997.982 a. C. - 1470 d.&nsbp;C.
2. Imperialistas (1470-1598)
3. Sexo y Muerte (1599-1723)
4. Un País en sí Mismo (1724-1766)
5. Reformistas e Iluminados (1767-1808)
6. El Llamado de la Selva (1808-1813)
7. La Guerra de la Independencia (1813-1823)
8. Orden y Caos (1823-1830)
9. La Noche del Orden (1830-1861)
10. Expansiones Liberales (1861-1879)
11. Nada Como una Buena Guerra (1879-1884)
12. Nuevos Ricos (1884-1890)
13. La Guerra entre Chilenos (1890-1891)
14. Aristócratas Unidos Jamás Serán Vencidos (1891-1907)
15. La Cuestión Social (1907-1920)
16. El León y el Caballo (1920-1925)
17. Punk Rock (1925-1932)
18. El Mundo al Instante (1932-1938)
19. Los Años Radicales (1938-1952)
20. Las Dos Caras de la Derecha (1952-1964)
21. «Ni Por un Millón de Votos» (1964-1970)
22. Los Mil Días (1970-1973)
23. La Dictadura Parte 1: Los Años de Facto (1973-1980)
24. La Dictadura Parte 2: Los Años Institucionales (1981-1990)
25. Civiles y Militares (1990-2000)
26. Los Frutos del Capitalismo (2000-2011)